# Seguro Obligatorio de Enfermedad
El Seguro Obligatorio de Enfermedad (SOE) creado en 1942 (Ley de 14 de diciembre de 1942) fue el primer régimen de protección de enfermedad, de carácter obligatorio, establecido en España. 
Protegía a los trabajadores y sus familiares, en casos de enfermedad común y maternidad, con una prestación de asistencia sanitaria, una indemnización económica por la pérdida de la retribución derivada de los riesgos anteriores y una indemnización por gastos funerarios por fallecimiento de los asegurados. La gestión y administración del seguro se atribuyó al Instituto Nacional de Previsión, que organizó la denominada "Caja Nacional del Seguro de Enfermedad" con separación del resto de sus bienes y responsabilidades y se completaba con entidades colaboradores privadas.
Aunque en el balance global del Seguro Obligatorio de Enfermedad, existen múltiples notas negativas como la falta de financiación, la ausencia de infraestructuras y el uso propagandístico; en su haber se debe señalar que permitió la atención médica a una parte de la población que anteriormente no disponía más que de la beneficencia y estableció las bases de la atención sanitaria para el último cuarto del siglo XX.

## Contenido

### Implantación y cobertura
El Seguro Obligatorio de Enfermedad se implantó en España por ley de 14 de diciembre de 1942 promulgada por Francisco Franco. El reglamento del seguro se aprobó por decreto de 11 de noviembre de 1943. El inicio de los servicios de asistencia se produjo a partir de septiembre de 1944. Ese año, en una primera etapa, comenzaron como prestaciones de carácter obligatorio, la medicina general, la farmacia y las indeminizaciones económicas por enfermedad. Habría que esperar a 1948, para la prestación de asistencia sanitaria especializada.
En el seguro, actuaban entidades colaboradoras de carácter privado que realizaban múltiples labores desde la recaudación de las primas hasta la asistencia sanitarias y económicas. Para ilustrar la importancia cuantitativa de esta colaboración privada es reseñable que el porcentaje de asegurados directos por el Instituto Nacional de Previsión representaba, en 1945, solo un 22,40% del total de asegurados, el resto eran afiliados a entidades colaboradoras.
El seguro obligatorio cubría a todos los productores definidos en la Ley como "económicamente débiles", que comprendía a aquellos que tuviesen rentas del trabajo inferiores a 9.000 pesetas anuales. Quedaban fuera, los funcionarios públicos por estar cubiertos por otra normativa. Los beneficiarios del seguro, de acuerdo con el artículo 8 de su ley de creación, eran también los familiares que convivieran con el asegurado y a sus expensas (cónyuges, ascendientes descendientes y hermanos menores de 18 años o incapacitados para el trabajo). Se consideraba también como requisito indispensable para ser beneficiario del régimen la afiliación al mismo.
El SOE se concibió de una forma muy limitada en cuanto a la población que abarcaba. En 1946, las personas amparadas alcanzaban 8.000.000, lo que representaba el 30% de la población. En 1960, dieciséis años después de su implantación, el seguro seguía sin cubrir a la mayoría de los españoles, pues los protegidos suponían unos 13.000.000 de personas lo que suponía el 44% de la población. Este aumento de afiliados procedió fundamentalmente del crecimiento vegetativo, puesto que el tope salarial de retribuciones para la cobertura médica, aunque fue subiendo, permaneció constante en términos de poder adquisitivo.

### Prestaciones incluidas

#### Médicas
El plazo de duración de la asistencia médica al enfermo tenía en principio un máximo de 26 semanas al año, que podía ser ampliado cuando las circunstancias del enfermo lo aconsejasen. La asistencia a familiares distintos del cónyuge e hijos tenía un periodo de carencia de 6 meses desde la petición del reconocimiento de su carácter de beneficiario. La asistencia incluía también la farmacéutica aunque con limitaciones.

##### Organización del servicio sanitario
De acuerdo con la normativa aprobada, los servicios médicos del Seguro se prestarían, a través de conciertos, por:
- Con carácter general, por la Obra Sindical del 18 de Julio. En el concierto firmado, se fijaba la prestación de los servicios médicos y la utilización de los inmuebles de la Obra Sindical.
- De forma secundaria, por las instituciones dependientes del Estado, provincia o municipio.
- De forma excepcional, por instituciones privadas.

#### Económicas
La indemnización por enfermedad consistía en un 50% del salario, a partir del quinto día de enfermedad, y llegaba hasta 26 semanas. Era requisito para el cobro que la duración de la enfermedad fuese superior a 7 días y existía además un periodo de carencia de 6 meses desde la afiliación.
En el caso de maternidad, la indemnización a las mujeres afiliadas era del 60% de su salario. La carencia, en su caso, para recibir la indemnización era de 9 meses antes del parto.

### Financiación
La financiación del Seguro era tripartita, a cargo de los empresarios, trabajadores y estado, que tuvo una participación muy pequeña a lo largo de todo el periodo. La aportación estatal supuso un 3,7% de media, a partir de 1946.

### Plan de inversiones
La carencia de medios propios del SOE era muy alta. En el nacimiento del seguro, en 1948, solo era los medios propios representaban un 3% de las camas hospitalarias. Para poder dar cumplimiento a las prestaciones establecidas en la normativa del Seguro Obligatorio de Enfermedad, el Ministerio de Trabajo aprobó un Plan Nacional de instalaciones sanitarias que tenía como objetivo la construcción, básicamente de hospitales (Residencias en la terminología del Seguro) y ambulatorios. En 1948, el gobierno declaró estas obras como de "interés nacional". A pesar de la ejecución de esta plan, en 1973, el porcentaje de camas propias había subido hasta el 20% y las camas proporcionadas por el sector privado ascendían al 33,2%.

## Antecedentes

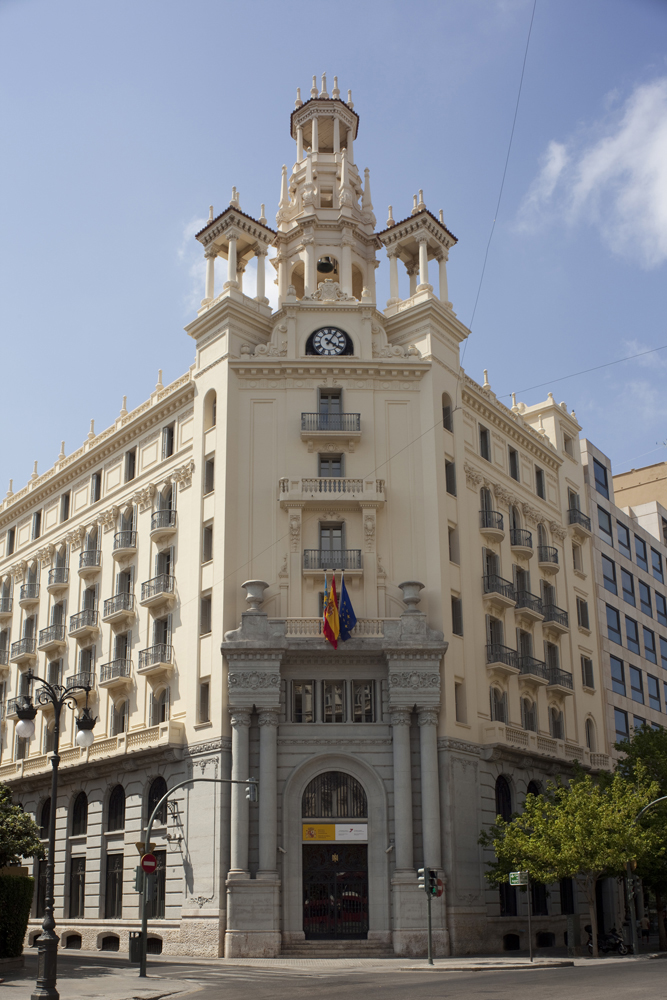
Antigua sede del Instituto Nacional de Previsión en Valencia (1918). El Instituto, en todas sus épocas, fue un claro impulsor de la previsión social y de la creación del seguro de enfermedad En España.

### Contexto económico y político
El Seguro Obligatorio de Enfermedad vio la luz en un momento en que la economía española se encontraba en pésimas condiciones, marcada por la destrucción de la Guerra Civil, la política autárquica y el intervencionismo industrial. Su establecimiento en 1942 fue un logro del régimen franquista y como tal lo vendió. Su instauración fue utilizada por el régimen, por una parte, como elemento legitimador del régimen político y por otra como un elemento fundamental de su discurso propagandístico de carácter paternalista, para contraponerse a la situación de pobreza reinante, siendo frecuentes los reportajes del NO-DO de inauguraciones de centros sanitarios y de exhibición de tecnología médica. Es remarcable también que el Seguro ofreció un programa de servicios con una mínima o cuasinula financiación por parte del Estado.

### España
Antes de la implantación del Seguro de Enfermedad, las principales formas de atención médica en España eran:
- La beneficencia, financiada por ayuntamientos y diputaciones, atendía a la población de bajos ingresos que no podían permitirse otro tipo de asistencia. Contaba con hospitales dedicados a tratar determinadas enfermedades (lepra, bubas y enfermedades incurables) y a las personas desamparadas.[20]
- En el ámbito público también existía una red de hospitales militares que atendía a la oficialidad y a la tropa.[20]
- El servicio de médicos titulares, cuerpo de funcionarios que ejercían en el medio rural.
- El sistema de «igualas» por el que los miembros de un determinado colectivo contrataban su asistencia médica a cambio del pago de una cuota fija.
- El sistema de mutuas de trabajo, en empresas o gremios, más habituales en zonas urbanas industrializadas.
- La medicina privada para quienes pudiesen costear estos servicios.

### Resto del mundo
El seguro de enfermedad llegó a España con mucho retraso respecto a los demás países europeos. El primer precedente de seguro de enfermedad con cobertura médica y económica del trabajador se encuentra en Alemania, con la Ley sobre el Seguro de Enfermedad (Krankenversicherungs-gesetz) de 15 de junio de 1883, promovida por el canciller Otto von Bismarck en la que por primera vez se codificaron los principios básicos del seguro de enfermedades, que establecía la obligación de afiliación a este seguro para los trabajos remunerados. La contribución se repartía entre los obreros, que asumían  2/3 partes, y los empresarios, 1/3, y comprendía prestaciones médicas y farmacéutica durante trece semanas y prestaciones económicas por un valor de la mitad del salario del asegurado. Alemania no solo estableció en esa década el seguro de enfermedad, sino que aprobó también el seguro de vejez y de accidentes.
Los principales países europeos habían adaptado en la década de 1920 sistemas de seguro de enfermedad y cuando se aprobó en España ya existía en 25 países europeos y 6 latinoamericanos. Algunos habían realizado una segunda vuelta a su legislación para ampliar las condiciones iniciales.
| País           | Año       |
| -------------- | --------- |
| Alemania       | 1883      |
| Austria        | 1928-1929 |
| Bulgaria       | 1924      |
| Checoslovaquia | 1928      |
| Dinamarca      | 1915      |
| Francia        | 1928      |
| Gran Bretaña   | 1924      |
| Países Bajos   | 1913      |
| Hungría        | 1927      |
| Luxemburgo     | 1925      |
| Noruega        | 1915      |
| Polonia        | 1920      |
| Portugal       | 1919      |
| Rumanía        | 1912      |
| Suiza          | 1911      |
| Yugoslavia     | 1922      |

## Extinción e integración en la cotización a la Seguridad Social
Con la promulgación de la Ley sobre bases de la Seguridad Social de 1963 y la aprobación del texto articulado primero de la Ley de Bases de la Seguridad Social en 1966, que entraron en vigor en 1967, se unificaron e integraron los diferentes tipos de seguros sociales existentes en el momento (vejez, enfermedad y accidentes) y emergió un nuevo sistema de Seguridad Social que reordenaba la acción protectora y agregaba las distintas cotizaciones en una sola.
La reforma supuso la integración en el sistema de los todos los trabajadores, independiente de cual fuesen su nivel de ingresos. También conllevó la inclusión entre los servicios ofertados de la atención de especialistas y la hospitalización clínica, así como la supresión de la lista cerrada de medicamentos.
Desde 1965, el Instituto Nacional de Previsión se hizo cargo de la asistencia sanitaria y del abono de las prestaciones económicas de los asegurados que estuviesen adscritos a entidades colaboradoras, sin perjuicio de poder convenir la adquisición o utilización de instalaciones de aquellas entidades privadas que tuvieran centros sanitarios adecuados.